# Алгонкин-колледж
Алгонкинский колледж прикладных дисциплин и технологий (англ. Algonquin College of Applied Arts and Technology) — англоязычный колледж с публичным финансированием. Находится в г. Оттава, Онтарио, Канада. Состоит из 3 кампусов: на западе Оттавы (Нипин), в Перте и Пемброке.
Колледж был основан в 1967 году в ходе формирования системы колледжей Онтарио. Ещё до этого 21 мая 1965 года были учреждены позднее вошедшие в него Колледжи прикладных искусств и технологии, позднее вошедшие в его состав - их учредителями были Технологический институт Восточной Онтарио (учреждён в 1957 году) и Профессиональный центр Оттавы (Ottawa Vocational Centre, учреждён в 1965 году). Землю колледжу подарила семья Райан. Колледж получил название в честь индейского племени алгонкинов, которым ранее принадлежала земля.